# Graminée ornementale

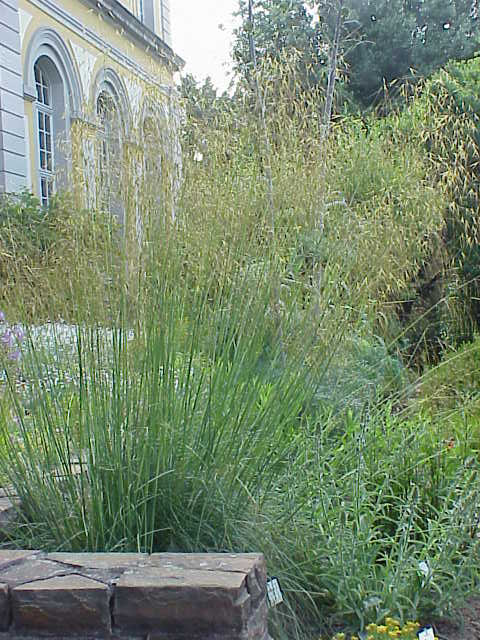
Stipa gigantea.

Les graminées ornementales sont des plantes de la famille des Poaceae (graminées) cultivées comme plantes ornementales. On assimile parfois à des graminées ornementales d'autres espèces de plantes utilisées aux mêmes fins, présentant un aspect similaire (plantes graminoïdes) et appartenant à des familles proches comme les Cyperaceae (carex) et les Juncaceae (joncs).

## Caractéristiques
Ces plantes sont devenues progressivement très populaires au cours des dernières décennies dans les jardins d'agrément et dans les parcs publics ou privés. On les emploie également parfois comme plantes d'appartement ou pour la confection de bouquets secs
Leur vogue s'explique tant par la variété de leurs formes et la diversité de leurs emplois que parce qu'elles contribuent en fait pendant trois saisons au décor du jardin. Ce sont en outre des plantes résistantes, notamment à la sécheresse, et qui ont peu de ravageurs, et donc d'entretien facile.
Les graminées ornementales varient en taille depuis quelques centimètres à plus de deux mètres. L'herbe de la pampa est facilement reconnaissable et beaucoup de gens ont vu de petites herbes bleues dans des paysages « commerciaux ». Les graminées peuvent apparaître dans des couleurs variées, brun, bleu, rouge, vert, crème, ou panachées. Par exemple, certains Miscanthus ont des panachures horizontales, visibles même par temps couvert, mais soulignées par temps ensoleillé.
Ce qui donne aux graminées leur longue durée, c'est que les nouvelles pousses et repousses sont belles et luxuriantes, leur aspect en été peut être magnifique, et leurs inflorescences (équivalent des fleurs pour les herbes) sont souvent spectaculaires et de longue durée. De nombreuses espèces de Miscanthus et de Pennisetums fleurissent au milieu ou en fin d'été, et les floraisons durent longtemps ; beaucoup de jardiniers ne les suppriment pas avant février. Des Stipa fleurissent au printemps, les inflorescences dressées à presque deux mètres au-dessus des bouquets de feuilles durent aussi longtemps jusqu'au cœur de l'hiver.
Presque toutes les graminées ornementales sont vivaces, c'est-à-dire qu'elles repoussent au printemps à partir de leurs souches, emmagasinant de grandes quantités d'énergie dans les racines, avant de voir dépérir leurs parties aériennes à l'automne ou à l'hiver. Un petit pourcentage d'entre elles sont persistantes, et très peu sont annuelles. Nombre d'entre elles se resèment sur place ou se dispersent. Comme beaucoup de plantes de jardin, les graminées ornementales sont désignées par leur nom de genre (taxon inférieur à la famille) et d'espèce (qui identifie la plante). Quelques-unes sont de simples espèces qui peuvent être cultivées à partir de graines, mais la plupart sont des cultivars, des lignées particulières à l'intérieur des espèces, qui peuvent être propagées par division des plantes existantes.
À côté des graminées véritables (plantes de la famille des Poaceae), on associe généralement aux graminées ornementales certaines Cypéracées du genre Carex.

## Exemples
La mention « AGM » désigne les taxons ayant reçu l'Award of Garden Merit (Prix du mérite horticole) décerné par la  Société royale d'horticulture (RHS) de Londres.

### Graminées

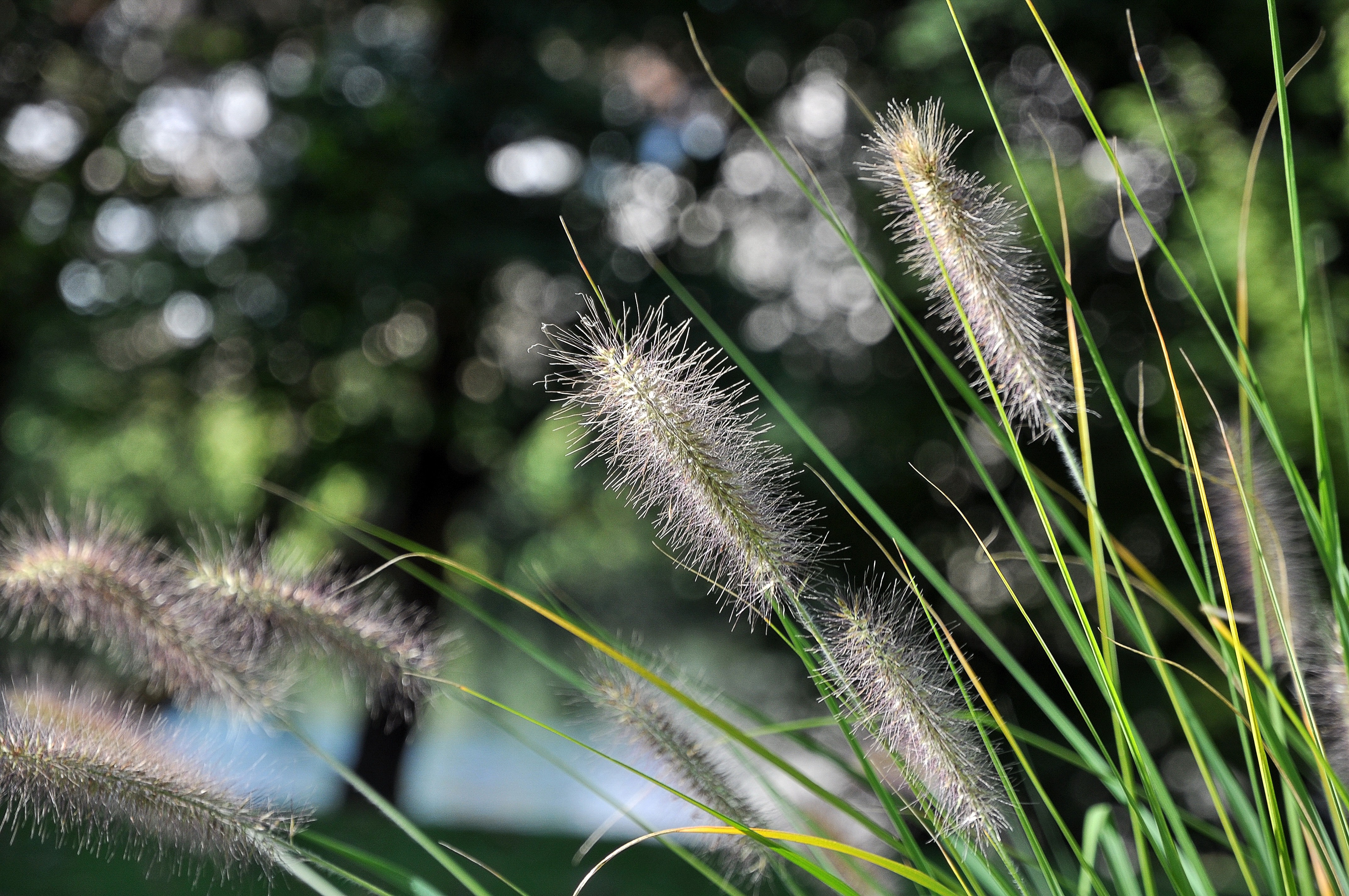
Pennisetum alopecuroides.

- Agrostis nebulosa (agrostide nébuleuse)
- Calamagrostis ×acutiflora (calamagrostide à fleurs pointues) - plusieurs cultivars[1]
- Calamagrostis brachytricha AGM (herbe aux diamants)[1]
- Calamagrostis foliosa (calamagrostide feuillue)
- Cortaderia selloana (herbe de la pampa) - nombreux cultivars[1]
- Deschampsia cespitosa (canche cespiteuse) - nombreux cultivars[1]
- Festuca arundinacea (fétuque élevée) - nombreux cultivars[1],[2].
- Festuca californica (fétuque de Californie)
- Festuca glauca (fétuque bleue) - nombreux cultivars[1]
- Festuca idahoensis (fétuque de l'Idaho)
- Festuca ovina (fétuque ovine) - nombreux cultivars[1]
- Festuca rubra (fétuque rouge, fétuque traçante) - nombreux cultivars[1]
- Helictotrichon sempervirens AGM (avoine bleue) - plusieurs cultivars[1]
- Holcus mollis (houlque molle) - cultivar albovariegatus
- Leymus condensatus
- Melica imperfecta
- Miscanthus sinensis (herbe à éléphant) - nombreux cultivars, dont plusieurs ont reçu l'AGM[1]
- Molinia caerulea (molinie bleue) - plusieurs cultivars
- Muhlenbergia rigens (muhlengergie)
- Panicum virgatum (panic érigé)
- Pennisetum alopecuroides (herbe aux écouvillons) - nombreux cultivars[1]
- Pennisetum setaceum AGM & P. setaceum 'Rubrum' AGM (herbe aux écouvillons) - & plusieurs autres cultivars[1]
- Pennisetum villosum AGM (herbe aux écouvillons)[1]
- Stipa gigantea AGM (avoine géante, stipe géante)[1]
- Stipa tenuissima (syn. Nassella tenuissima) (cheveux d'ange)[1]

### Carex
- Carex comans (laîche de Nouvelle-Zélande) - nombreux cultivars[1]
- Carex elata 'Aurea' AGM (laiche élevée, laiche raide)[1]
- Carex flacca (syn. C. glauca) (laîche glauque)
- Carex oshimensis - plusieurs cultivars[1]
- Carex pansa
- Carex pendula (laîche à épis pendants), et cultivars[1]
- Carex praegracilis
- Carex siderosticta (laîche à larges feuilles) - plusieurs cultivars[1]
- Carex spissa (laîche de San Diego)
- Carex : plusieurs autres espèces et cultivars (dont les laîches japonaises & autres)[1]
- Uncinia rubra (Carex punicea)[1]